# Pindobaçu
Pindobaçu é um município brasileiro no norte do estado da Bahia. Está localizado na Serra da Carnaíba, no semiárido baiano.
O nome Pindobaçu tem origem indígena e significa "Palmeira Grande". A denominação faz referência à abundância de árvores desse tipo encontradas no território do município.
Pindobaçu é chamada de "capital das esmeraldas", apelido que deve-se à intensa atividade de garimpo realizada na Serra da Carnaíba.

## Demografia

### População
Segundo o Censo 2022 do Instituto Brasileiro de Geografia e Estatística (IBGE), a população do município de Pindobaçu foi de 19 083 habitantes. Já de acordo com a estimativa de 2024, a população foi de 19 625 habitantes.

## Política e administração

### Poder Executivo
O prefeito de Pindobaçu é David Menezes Farias, também conhecido como Dr Davi, do Partido Social Democrático (PSD), que assumiu o cargo em 2021 para seu primeiro mandato e foi reeleito em 2024, iniciando seu segundo mandato em 2025. O vice-prefeito é Odias Auto da Silva, do Partido da Social Democracia Brasileira (PSDB).

### Poder Legislativo
A Câmara Municipal de Pindobaçu é composta por onze vereadores.